# Andrea Cuffaro
Andrea Cuffaro (Bagheria, 14 maggio 1796 – Palermo, 14 aprile 1860) è stato un patriota italiano.

## Biografia

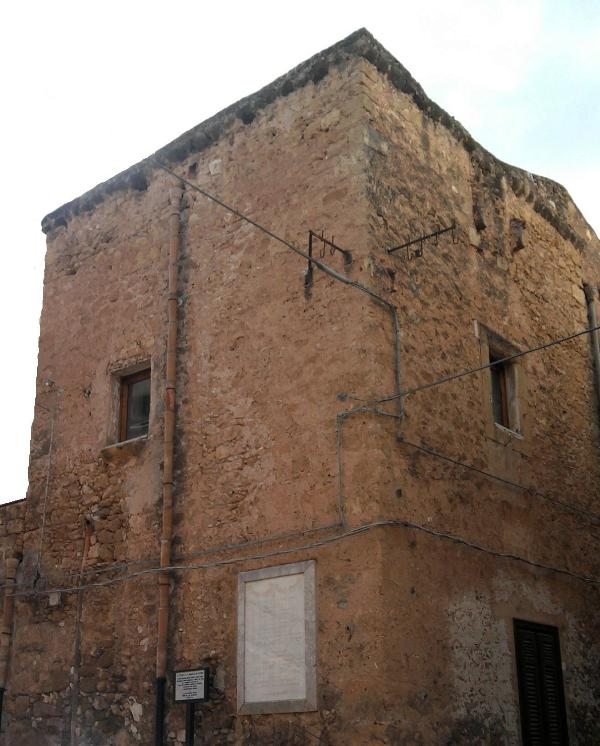
La Torre Ferrante a Bagheria con l'epigrafe commemorativa di Andrea Cuffaro

Proprietario terriero, nacque da Giuseppe Cuffaro e Caterina Carollo. A seguito di precedenti scontri tra la popolazione bagherese e le truppe borboniche, il 9 aprile 1860 Andrea Cuffaro aprì il fuoco sui soldati dalla Torre Ferrante - documentata dal 1565 - dove abitava. All'interno dell'edificio si trovava anche il fuochista Giacomo Restivo, che nel frattempo aveva lanciato alcune bombe contro i militari. Giuseppe Cuffaro, figlio di Andrea, rimase ucciso durante il combattimento. Andrea Cuffaro, poco dopo, fu raggiunto all'interno della Torre e arrestato. Venne successivamente fucilato a Palermo il 14 aprile 1860 nell'attuale Piazza XIII Vittime insieme ad altri dodici rivoluzionari, di cui uno minorenne, che avevano preso parte alla Rivolta della Gancia.